# Salon du Champ-de-Mars
Le Salon du Champ-de-Mars est une exposition annuelle organisée par la Société nationale des beaux-arts à partir de 1890.

## Historique
Le Salon du Champ-de-Mars (officiellement « Salon de la Société nationale des Beaux-Arts ») apparaît à la suite de divergences autour du « Salon des Artistes français » en 1889. Il est organisé en 1890 dans un ancien pavillon de l’Exposition universelle, situé sur le Champ-de-Mars, d’où son nom. 
Parmi les exposants réguliers se trouvent Fritz Thaulow, Puvis de Chavannes (qui participe aussi à l’organisation)…

## Galerie

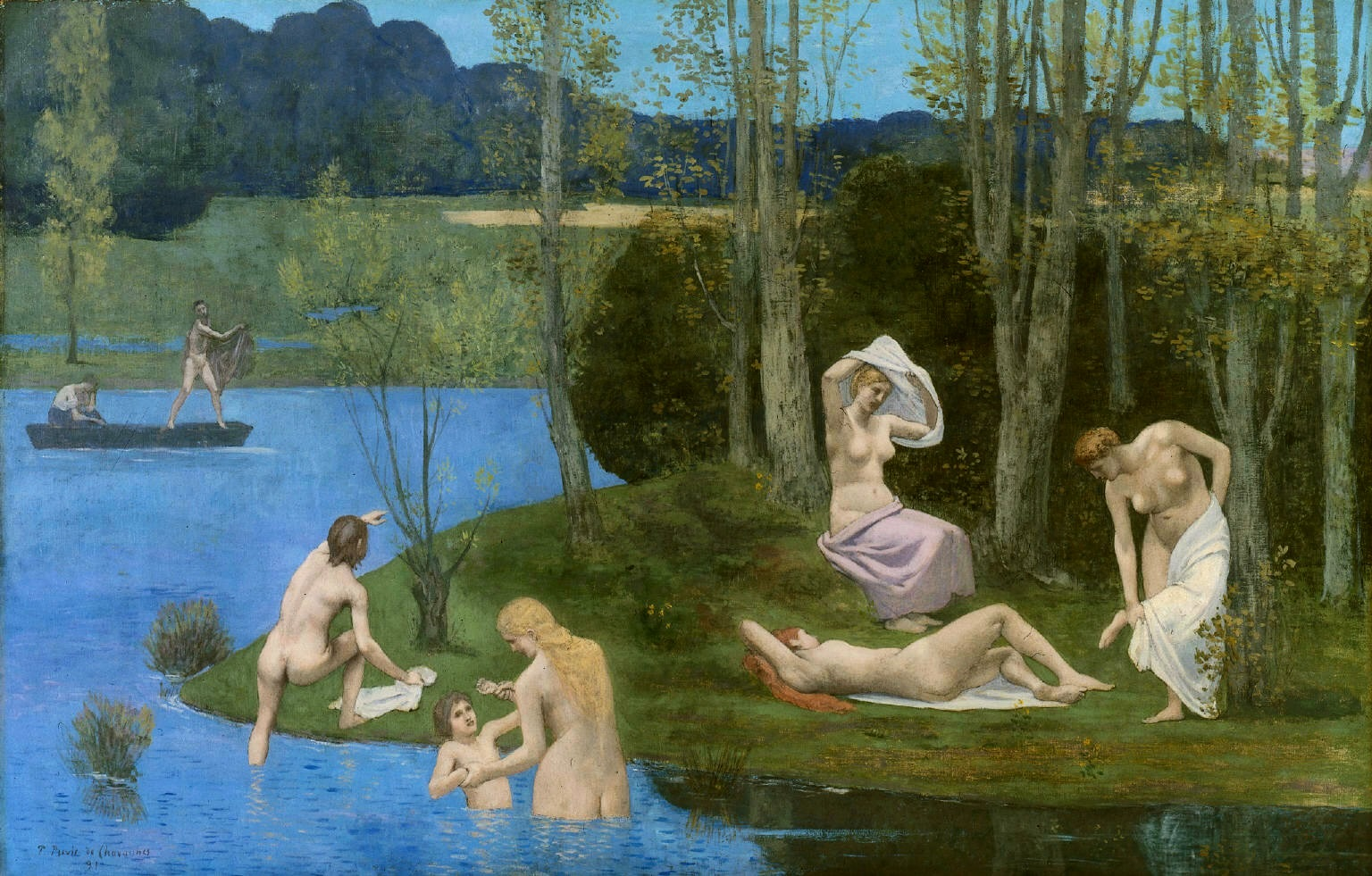
L'Été de Puvis de Chavannes, présenté en 1891.
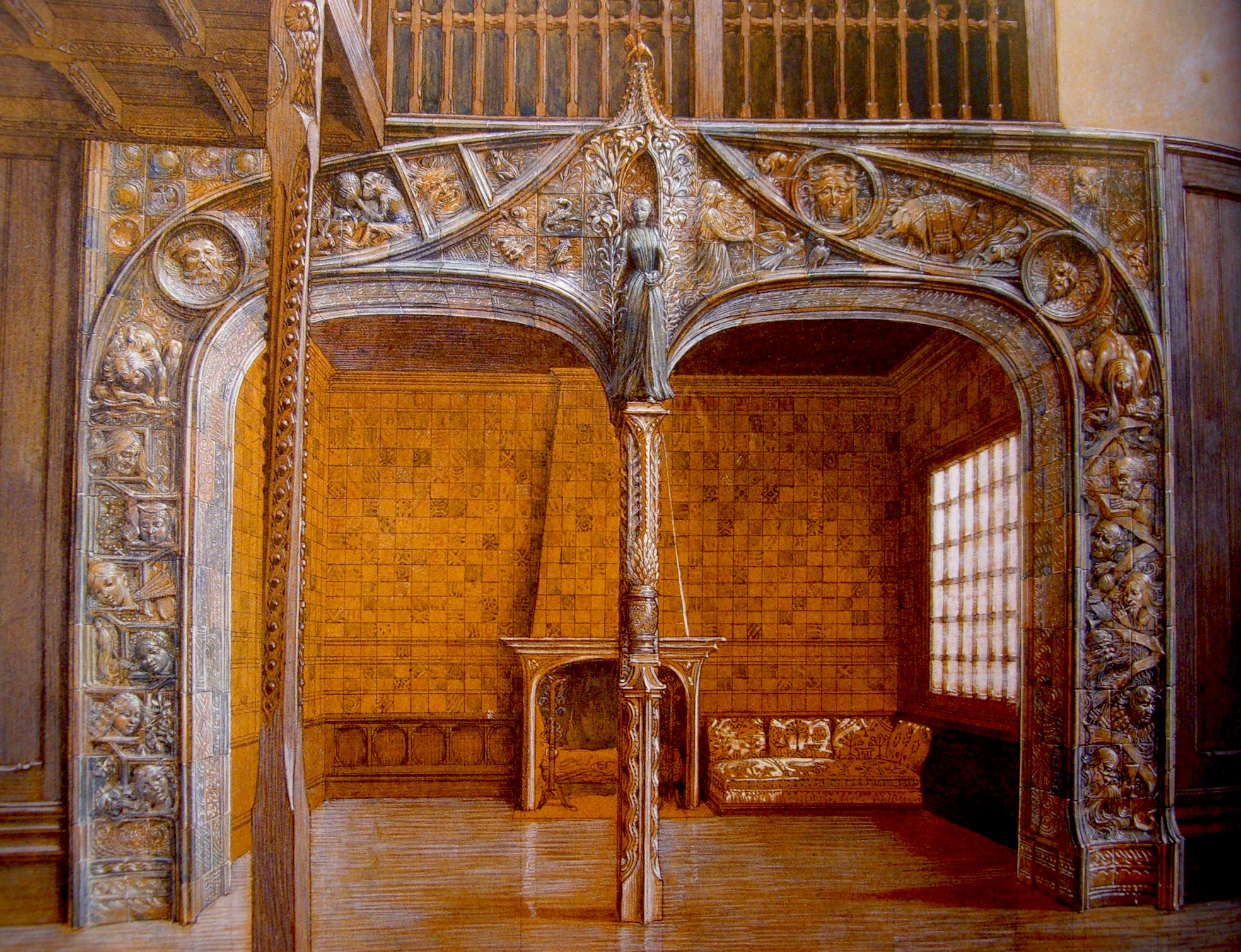
Le projet de la Porte de Parsifal, présenté en 1892.
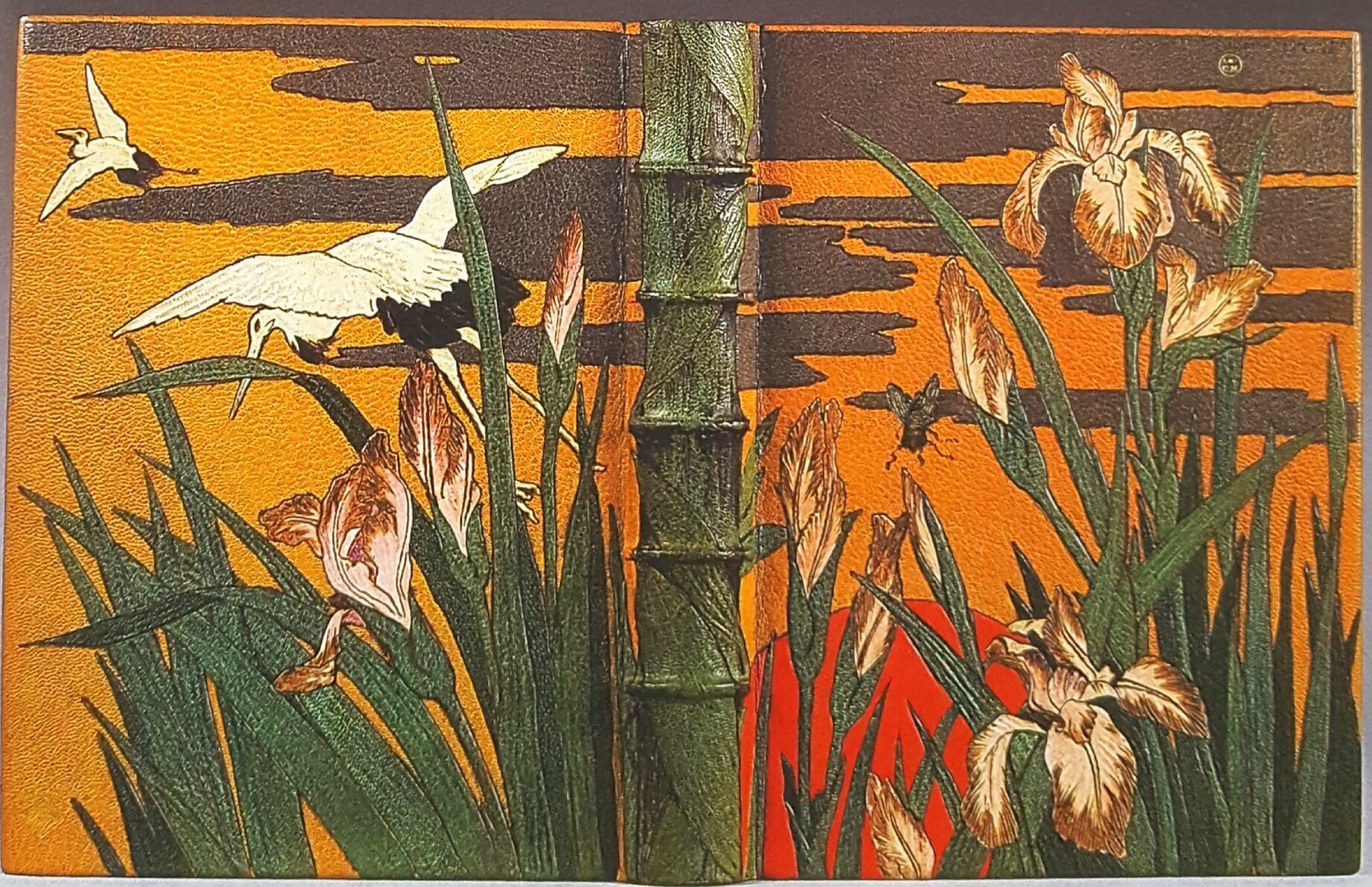
Reliure de Camille Martin et René Wiener présentée au salon du Champ-de-Mars de 1893. Conservée Musée des beaux-arts de Nancy, photographie par la bibliothèque municipale de Nancy.
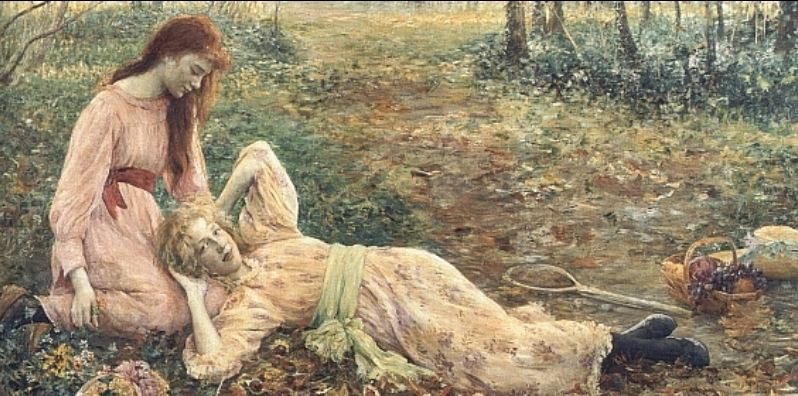
Gamines, de Louise Catherine Breslau, présenté en 1893.
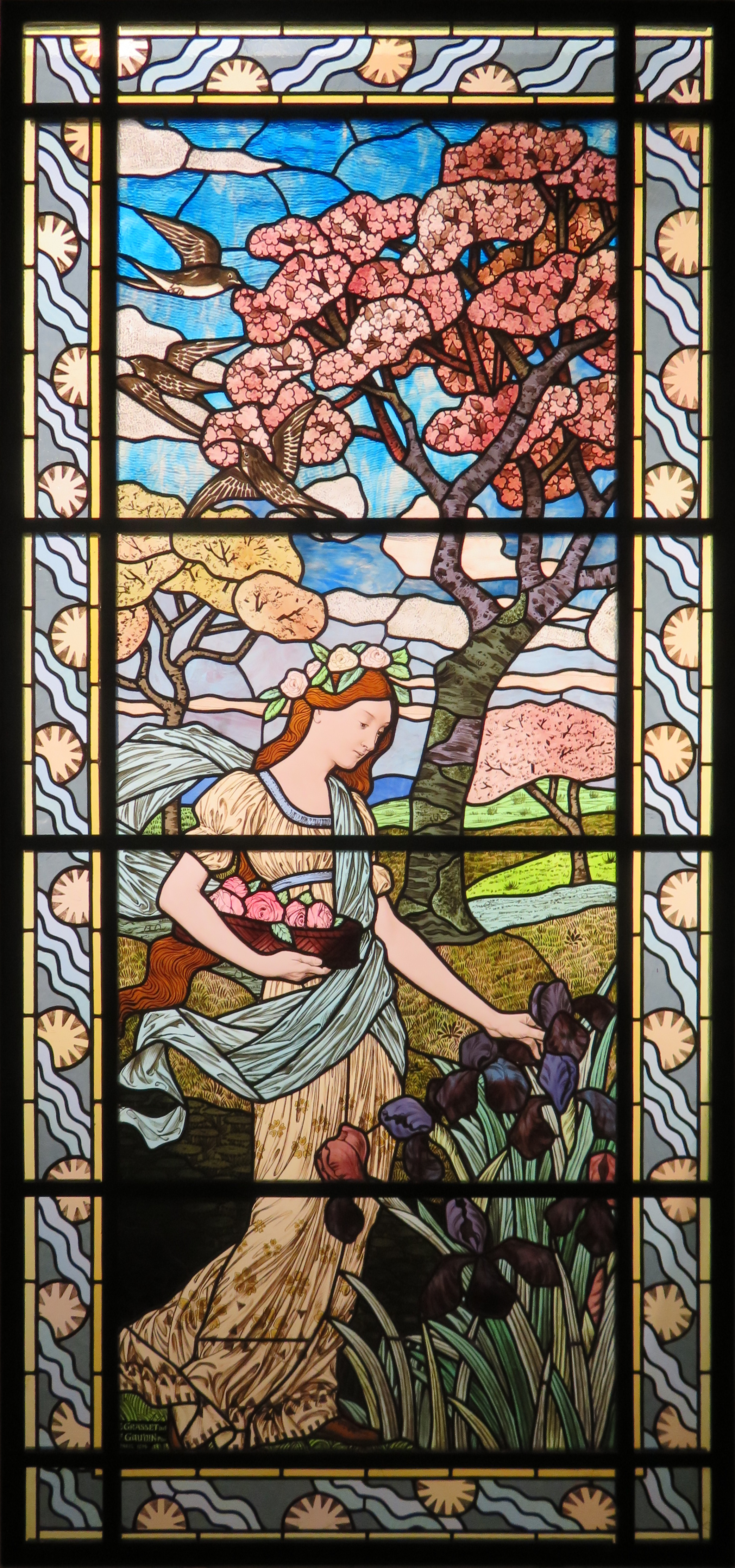
Le Printemps d’Eugène Grasset, présenté en 1894.